# اینترنشنال پیپر
اینترنشنال پیپر (به انگلیسی: International Paper) شرکت کاغذ و خمیرکاغذ آمریکایی است، که به‌عنوان بزرگترین تولیدکننده کاغذ و خمیرکاغذ در جهان شناخته می‌شود. این شرکت در سال ۱۸۹۸ با ادغام ۱۸ شرکت مستقر در شمال‌شرقی ایالات متحده تأسیس شد.
شمار کارکنان این شرکت بیش از ۶۱٫۵۰۰ نفر است و دفتر مرکزی آن در ممفیس، تنسی قرار دارد. بخشی از سهام شرکت اینترنشنال پیپر در بازار بورس نیویورک دادوستد می‌شود، همچنین جزئی از شاخص اس اند پی ۵۰۰ به‌شمار می‌آید.